# Cancroidea
Cancroidea Latreille, 1802 è una superfamiglia di granchi marini.

## Distribuzione e habitat
Sono diffusi in tutti gli oceani.

## Tassonomia
In questa superfamiglia sono riconosciute 2 famiglie:
- Atelecyclidae (Ortmann, 1893)
- Cancridae (Latreille, 1802)